# Scopula suffundaria
Scopula suffundaria là một loài bướm đêm trong họ Geometridae.